# Bagrus
Bagrus is een geslacht van straalvinnige vissen uit de familie van de stekelmeervallen (Bagridae).

## Soorten
- Bagrus bajad (Forsskål, 1775)
- Bagrus caeruleus T. R. Roberts & D. J. Stewart, 1976
- Bagrus degeni Boulenger, 1906
- Bagrus docmak (Forsskål, 1775)
- Bagrus filamentosus Pellegrin, 1924
- Bagrus lubosicus Lönnberg, 1924
- Bagrus meridionalis Günther, 1894
- Bagrus orientalis Boulenger, 1902
- Bagrus tucumanus Burmeister, 1861
- Bagrus ubangensis Boulenger, 1902
- Bagrus urostigma Vinciguerra, 1895